# 유무죄인정
유무죄인정은 영미법 하 형사재판에서 피고인이 유무죄를 인정을 답변하는 것을 말한다.

## 미국
유죄인정답변은 수정헌법 제6조의 배심재판을 받을 권리를 포기하는 것으로 본다.
판사는 유무죄인정 답변이 자발적이고 이해한 상태에서 행해졌는지 판단하야 한다. 판사는 공개된 회계중인 법정에서 피고인에게 개인적으로 유무죄인정 답변에 대해 가능한 최대 형량, 유죄를 인정하지 않을 권리, 배심재판권리의 포기 등을 설명해야 한다.

### 유무죄인정 철회사유
- 비 자발적 유죄인정답변
- 관할위반
- 효과적 법률조력을 받지 못함
- 검사의 플리바게닝 약속 위반

## 참고 문헌
- 오경식, 미국 형사소송법 개요, 피데스,  2009.

## 같이 보기
- 플리바게닝